# 賈璘
賈璘（1477年—？），字文璧，山東濟南府武定州陽信縣人，民籍，明朝政治人物。

## 生平
山東鄉試第四十八名舉人。正德十二年（1517年）中式丁丑科會試第九十九名，登第三甲第十名進士。刑部观政，授河南罗山县知县，復除遂平县，升工部主事、员外、郎中，致仕。

## 家族
曾祖賈子義；祖父賈葩；父賈誠，母陳氏。具庆下。弟贾璨、贾玮。